# بنجامین لام
بنجامین لام (انگلیسی: Benjamin G. Lamme; ۱۲ ژانویهٔ ۱۸۶۴ – ۸ ژوئیهٔ ۱۹۲۴) مهندس برق اهل ایالات متحده آمریکا بود. وی همچنین برندهٔ جوایزی همچون مدال ادیسون انجمن مهندسان برق و الکترونیک شده است.